# Big Huge Games
Big Huge Games (també conegut com a BHG) és una empresa desenvolupadora de jocs per a PC amb seu a Timonium, a l'estat nord-americà de Maryland. L'empresa va ser fundada el febrer de l'any 2000 per quatre desenvolupadors veterans: Tim Train, David Inscore, Jason Coleman, i Brian Reynolds, dissenyador en cap de Civilization II, Alpha Centauri i Colonization.

## Història
Els quatre fundadors van abandonar Firaxis Games per fundar la nova empresa, ja que ells pretenien barrejar la complexitat dels TBS amb els RTS.
Al febrer de 2007, anunciaren que Ken Rolston, el dissenyador en cap dels jocs The Elder Scrolls IV: Oblivion i The Elder Scrolls III: Morrowind, va sortir del retir per unir-se a l'empresa per desenvolupar un RPG i tot sense títol. Després anunciar que el joc seria llançat fins al 2009 però no per Microsoft sinó per THQ. Això marqués el primer cop que un joc de BHG no és llançat per Microsoft.
El 18 de maig de 2007, BHG anuncià que estaria desenvolupant la segona expansió al títol de RTS creat per Ensemble Studios, Age of Empires III, anomenat Age of Empires III: The Asian Dynasties i estaria disposat a llançar el 23 d'octubre de 2007.
El 15 de gener del 2008, THQ adquireix a Big Huge Games.